# 島形麻衣奈
島形 麻衣奈（しまがた まいな、1985年5月26日 - ）は、日本の女性声優。株式会社、ザ・ユニバース所属。長野県出身。

## 略歴
昔からアニメやゲームや漫画で文字を覚えていたり言葉を学んでいたりしていたという。それらでの初恋の相手は『銀牙 -流れ星 銀-』に登場するキャラクター、すべてのきっかけとなった作品は『もっと!ときめきメモリアル』。小さい頃の夢は、魔法使いと声優になることだった。「声優になりたい」と思ったのは覚えておらず、「なろうと考えたのはいつ？」と問われたら「生まれる前に決めてきました」と答えたいと語る。
劇団青年座研究所を経て、2010年第4回声優アワード新人発掘オーディションに合格。
2010年4月よりぷろだくしょん★A組に所属するが、2011年12月をもって退所。翌2012年1月よりフリーとなるが、同年6月よりプロダクション・エース所属となる。2023年7月31日をもってプロダクション・エースを退所。今後はフリーランスとして活動することを自身のブログにて報告。2023年9月1日、株式会社、ザ・ユニバースへの移籍を自身のSNSで発表。
OVA『こえでおしごと!』の牧野小鳥役でデビュー。以前から原作を知っており、「絶対出たい」と思い、公然猥褻寸前の練習やボイスサンプルの収録をして、必死になり臨んでいたという。同作のオーディションでは、当時黒髪でロングヘアーだった髪型に下の方で二つ結びをしていた島形の外見が同役に似ていたことや演技や声も素敵だったことから同役に決まった。オーディションでは、主人公の柑奈役も受けていたという。

## 人物
方言は信州弁。
趣味はバイオリン。特技はステージマジック。
兄がいる。

## 出演
太字はメインキャラクター。

### テレビアニメ
2010年
- しまじろう ヘソカ（2010年 - 2012年、きりんた） - 2シリーズ

2013年
- ゴールデンタイム（女子学生2）
- 勇者になれなかった俺はしぶしぶ就職を決意しました。（セアラ・オーガスト）

2014年
- 風雲維新ダイ☆ショーグン（女店員、女A、女B、女1）

2016年
- ハルチカ〜ハルタとチカは青春する〜（松山茜）
- 私がモテてどうすんだ（アレキサンドライト）

2021年
- ワールドウィッチーズ発進しますっ!（女子2）
- キングダム（白翠）

### OVA
2010年
- こえでおしごと!（牧野小鳥）

### Webアニメ
2013年
- 宮河家の空腹（宮河ひなた）

2018年
- B: The Beginning

### ゲーム
2013年
- 必殺仕事人 〜お仕置きコレクション〜（千影涼）

2016年
- 白猫プロジェクト（ゼシカ・スリム）

2017年
- The town of light（レネー）

2020年
- 戦姫ストライク（レィジャル）

### ドラマCD
2010年
- アニコイ 〜ANIme mitaina KOI shitai!〜（D子）

2013年
- 宮河家の空腹 シリーズ（宮河ひなた）

### 吹き替え

#### 映画
- ビルとテッドの時空旅行 音楽で世界を救え!（2020年、ティア・プレストン〈サマラ・ウィーヴィング〉[29]）
- セント・エルモス・ファイアー（2022年、リビー〈エリザベス・アーレン〉[30]）※ザ・シネマ版
- ダンジョンズ&ドラゴンズ/アウトローたちの誇り（2023年）[31]

#### ドラマ
- 王女の男
- ザ・ケープ 漆黒のヒーロー（英語版）
- スタートレック:ストレンジ・ニュー・ワールド
- チャームド 〜魔女3姉妹〜 ファイナル・シーズン
- HAWAII FIVE-0（メラニー）
- ナイトライダーNEXT
- ラブレイン
- CSI:ニューヨーク 8
- 水滸伝

### ラジオ
※はインターネット配信。
- こえでおしごと!WEBラジオ〜ナイショのおしごと!（2010年 - 2011年、音泉※）
- 勇者になれなかった俺たちはしぶしぶラジオを始めました。略して、「しぶラジ」（2013年 - 2014年、ランティスウェブラジオ※）[32]

### その他コンテンツ
- わが町（舞台）
- レフェリーTommy 25周年記念公演『きら星の磁力〜リングは運命、レフェリーは天命〜』（2011年、舞台）

## ディスコグラフィ

### キャラクターソング
| 発売日   | 商品名 | 歌                                                                               | 楽曲                                               | 備考                                                                     |
| 2010年   | 2010年 | 2010年                                                                           | 2010年                                             | 2010年                                                                   |
| -------- | --- | -------------------------------------------------------------------------------- | -------------------------------------------------- | ------------------------------------------------------------------------ |
| 11月17日 | くちびるチャック                                                                                             | 高島南高校こえごとがーるず                                                       | 「くちびるチャック」                               | OVA『こえでおしごと! The ANIMATION』エンディングテーマ                   |
| 11月17日 | くちびるチャック                                                                                             | 高島南高校こえごとがーるず                                                       | 「声をかけたい」                                   | OVA『こえでおしごと! The ANIMATION』関連曲                               |
| 2013年   | |                                                                                  |                                                    |                                                                          |
| 6月19日  | MAKEGUMI | 宮河ひなた（島形麻衣奈）、宮河ひかげ（川崎琴）                                   | 「MAKEGUMI」                                       | Webアニメ『宮河家の空腹』エンディングテーマ                              |
| 6月19日  | MAKEGUMI | 宮河ひなた（島形麻衣奈）、宮河ひかげ（川崎琴）                                   | 「☆に願いを」                                      | Webアニメ『宮河家の空腹』関連曲                                          |
| 11月27日 | TVアニメ『勇者になれなかった俺は しぶしぶ就職を決意しました。』キャラクターソング エキストラレボリューション | KANBAN娘。                                                                       | 「エキストラレボリューション（キャラバージョン）」 | テレビアニメ『勇者になれなかった俺はしぶしぶ就職を決意しました。』関連曲 |
| 11月27日 | TVアニメ『勇者になれなかった俺は しぶしぶ就職を決意しました。』キャラクターソング エキストラレボリューション | ラウル（河本啓佑）、セアラ（島形麻衣奈）、ノヴァ（曽和まどか）、ロア（宝木久美） | 「レオン王都店へようこそ!」                        | ラジオ『しぶラジ 駄菓子屋編』オープニングテーマ                          |

### ユニットメンバー
1. ↑  柑奈（MAKO）、葉月（長妻樹里）、小鳥（島形麻衣奈）
2. ↑  フィノ（田所あずさ）、セアラ（島形麻衣奈）、ノヴァ（曽和まどか）、エルザ（新田恵海）、ラム（山田奈都美）、ロア（宝木久美）、アイリ（岩崎可苗）